# Suze (bebida)

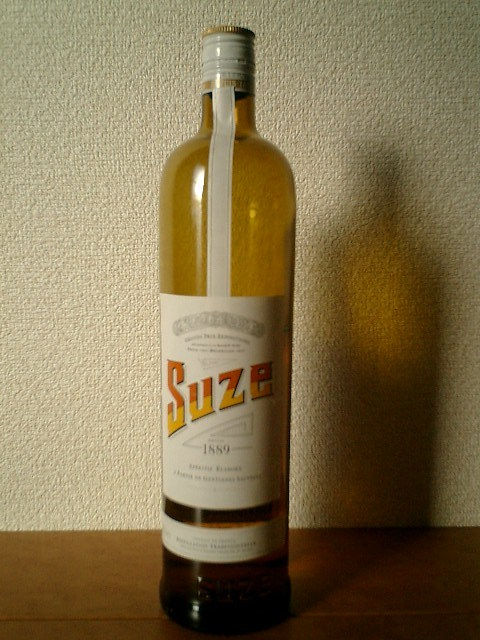
Botella de Suze

Suze es una marca de bíter francés del grupo Pernod Ricard. Esta bebida alcohólica se prepara destilando las raíces de la planta gentiana lutea y mezclándolas con extractos de diversas hierbas aromáticas. Normalmente se toma como aperitivo y es utilizado en coctelería.

## Historia
Su origen permanece controvertido. La receta original de la bebida denominada Suze habría sido inventada en la aldea de Sonvilier (Suiza) por un herborista que la llamaba «Oro de los Alpes» (Or des Alpes). Arruinado, la habría vendido en 1885 al destilador francés Fernand Moureaux, que no la comercializó hasta 1889. Moureaux reivindica también la creación de la bebida en su destilería de las afueras de París. Desde 1965 la marca es propiedad del grupo Pernod que la continúa produciendo en su destilería de Thuir, cerca de Perpiñán. Ocupa las instalaciones de las antiguas bodegas Byrrh, obra del arquitecto Gustave Eiffel.
La célebre botella de Suze fue creada en 1898. En 1912, el artista Pablo Picasso la incluyó en su collage de estilo cubista denominado Verre et bouteille de Suze.